# Diofanto di Alessandria
Diofanto di Alessandria (Διόφαντος ὁ Ἀλεξανδρεύς; fl. III-IV secolo) è stato un matematico greco antico, noto come il padre dell'algebra.

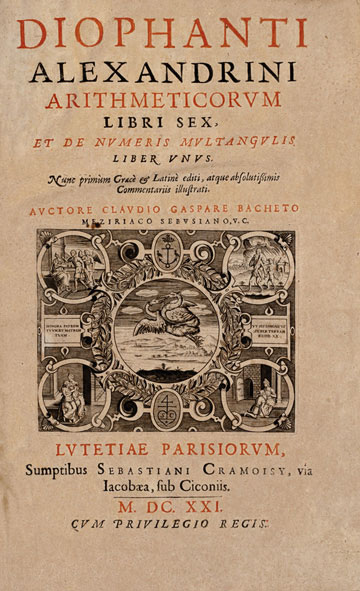
Titolo dell'edizione del 1621 della Arithmetica di Diofanto, tradotta a Parigi in latino da Claude Gaspard Bachet de Méziriac.

Della sua vita si sa ben poco. Vissuto ad Alessandria d'Egitto nel periodo tra il III e il IV secolo, alcuni ritengono che sia stato l'ultimo dei grandi matematici ellenistici.
Diofanto scrisse un trattato sui numeri poligonali e sulle frazioni, ma la sua opera principale sono gli Arithmetica, trattato in tredici volumi dei quali soltanto sei sono giunti fino a noi. La sua fama è principalmente legata a due argomenti: le equazioni indeterminate e il simbolismo matematico.

## Premessa sulle equazioni
Un sistema di {\displaystyle n} equazioni di primo grado in {\displaystyle n} incognite o ha un'unica soluzione o non ha nessuna soluzione o ne ha infinite. Ad esempio, il sistema di due equazioni:
{\displaystyle \left\{{\begin{matrix}x+y=9\\x-y=5\end{matrix}}\right.}
ammette l'unica soluzione {\displaystyle (x=7,y=2)}, mentre il sistema
{\displaystyle \left\{{\begin{matrix}x+y=9\\2x+2y=15\end{matrix}}\right.}
non ammette soluzioni (come si vede immediatamente, la seconda equazione è incompatibile con la prima), infine il sistema
{\displaystyle \left\{{\begin{matrix}x+y=9\\2x+2y=18\end{matrix}}\right.}
ne ammette infinite (infatti, la seconda equazione non aggiunge nulla alla prima in termini di soluzioni). In quest'ultimo caso, il sistema e il problema associato si dicono indeterminati. Se però si aggiungono alcune opportune condizioni, il problema può cessare di essere indeterminato e può ammettere un numero finito di soluzioni. Ad esempio, se al sistema indeterminato precedente si aggiungono le condizioni che delle infinite soluzioni possibili interessano soltanto quelle rappresentate da numeri interi positivi e che {\displaystyle x} sia maggiore di {\displaystyle 5} si hanno soltanto le tre soluzioni {\displaystyle (x=6,y=3),} {\displaystyle (x=7,y=2)}, {\displaystyle (x=8,y=1)}.

## Equazioni diofantee
Equazioni (non necessariamente di primo grado) per le quali si cerchino come soluzioni soltanto numeri interi prendono il nome di diofantee, in quanto fu proprio Diofanto a dedicarsi con particolare impegno allo studio di tali equazioni, in particolare di quelle indeterminate (in realtà Diofanto non cercava soluzioni intere bensì razionali).
Le equazioni diofantee, in molti casi, ammettono un numero finito di soluzioni. Una generica equazione diofantea lineare è del tipo:
{\displaystyle ax+by=c\qquad a,b,c\in \mathbb {N} }.
Si dimostra che l'equazione ammette soluzioni intere se e solo se {\displaystyle c} è divisibile per il massimo comun divisore di {\displaystyle a} e {\displaystyle b.} Ad esempio, l'equazione {\displaystyle 4x+3y=24} ha infinite soluzioni intere, ma l'unica soluzione a valori interi positivi è {\displaystyle (x=3,y=4)}.
Forse l'equazione diofantea più famosa è del tipo:
{\displaystyle x^{n}+y^{n}=z^{n}\qquad x,y,z,n\in \mathbb {N} ,n\geq 2}.
Nel caso {\displaystyle n=2} essa ha infinite soluzioni intere, le cosiddette "terne pitagoriche". Invece nel caso  {\displaystyle n>2}  essa non ha soluzioni intere non banali (cioè non esistono tre numeri interi tutti non nulli che soddisfano l'equazione data) e questo risultato che ha impegnato per secoli numerosi matematici è spesso noto come "ultimo teorema di Fermat" sebbene sia stato dimostrato solo nel 1994 da Andrew Wiles.

## Notazioni per le espressioni aritmetiche
Il sintetico simbolismo matematico oggi in uso (ad esempio, il simbolo {\displaystyle +} per l'addizione o {\displaystyle {\sqrt {}}} per l'estrazione di radice, l'uso delle parentesi, le lettere per indicare quantità numeriche ecc.) è una conquista relativamente recente: non più di tre o quattro secoli rispetto ai millenni precedenti in cui la matematica è stata prevalentemente descrittiva, basata cioè sull'uso della parola.
Il cammino per giungere all'attuale simbolismo fu lento e graduale: nei primi tempi (fino a Diofanto) si usava esclusivamente il linguaggio naturale, senza ricorrere ad alcun segno. Ad esempio, nell'impostare dei calcoli, gli antichi erano costretti a ricorrere a lunghi discorsi fatti per esteso. Così, l'espressione {\displaystyle 3x+7=4x} veniva enunciata (e scritta) pressappoco in questo modo: tre volte una quantità incognita addizionate a sette unità sono eguali a quattro volte la stessa quantità incognita.
Il primo che cerca di ideare una scrittura matematica più snella è Diofanto. È lui che introduce alcuni simboli per rappresentare gli operatori aritmetici più comuni prendendoli a prestito dall'alfabeto greco; ad esempio sostituisce l'espressione isoi eisin, che in greco significa "sono eguali", col simbolo {\displaystyle \iota } (iota); l'incognita col simbolo ς'; l'incognita al quadrato col simbolo {\displaystyle \delta {\breve {\upsilon }}} (dynamis; quadrato); ecc. Con un'applicazione più rigorosa (non sempre presente in Diofanto) si sarebbe ottenuto un sistema di scrittura algebrico altamente perfezionato, se si esclude la rappresentazione dei numeri, per i quali si continuava ad ignorare il sistema dei valori di posizione.

## Evoluzione delle notazioni per le equazioni
Solo dalla fine del XVI secolo viene introdotta la scrittura simbolica oggi in uso, in cui si usano segni per rappresentare le operazioni e un linguaggio simbolico non solo per risolvere equazioni ma anche per provare regole generali. Tale innovazione viene introdotta, almeno in linea di principio e nella sua forma più generale, da Vieta (1540-1603). Il metodo moderno di rappresentare con lettere corsive minuscole dell'alfabeto latino le quantità numeriche fu di poco successivo, ad opera di Thomas Harriot (1560-1621), e finalmente da Eulero (1707-1783), che introdusse altri simboli quali {\displaystyle e} per la base dei logaritmi naturali, {\displaystyle i} per l'unità immaginaria, {\displaystyle \Sigma } per la sommatoria.
Quanto detto ha valore puramente indicativo, in quanto il processo che ha portato all'attuale simbolismo matematico fu lungo, contrastato e difficile, e non tutte le innovazioni sono da attribuire ai matematici che abbiamo indicato; ad esempio i segni "più" e "meno" erano già in uso presso gli algebristi tedeschi prima che Vieta li utilizzasse. Le poche "scorie" che rimangono in Vieta, come ad esempio l'indicazione della potenza mediante vocaboli, saranno eliminate nei decenni successivi, e nell'arco di circa centocinquant'anni il simbolismo matematico avrà praticamente raggiunto la sua forma attuale.

## Il problema della tomba di Diofanto
A Diofanto si deve un famoso problema, che egli stesso volle venisse scritto sulla propria tomba sotto forma di epitaffio:

Πένθος δ' αὖ πισύρεσσι παρηγορέων ἐνιαυτοῖς
τῇδε πόσου σοφίῃ τέρμ' ἐπέρησε βίου.»
(Anth. Pal. XIV, 126)
La soluzione dell'enigma sta nella seguente equazione:
{\displaystyle {\frac {x}{6}}+{\frac {x}{12}}+{\frac {x}{7}}+5+{\frac {x}{2}}+4=x},
da cui si ricava l'età di Diofanto, {\displaystyle x=84}.

## Bibliografia

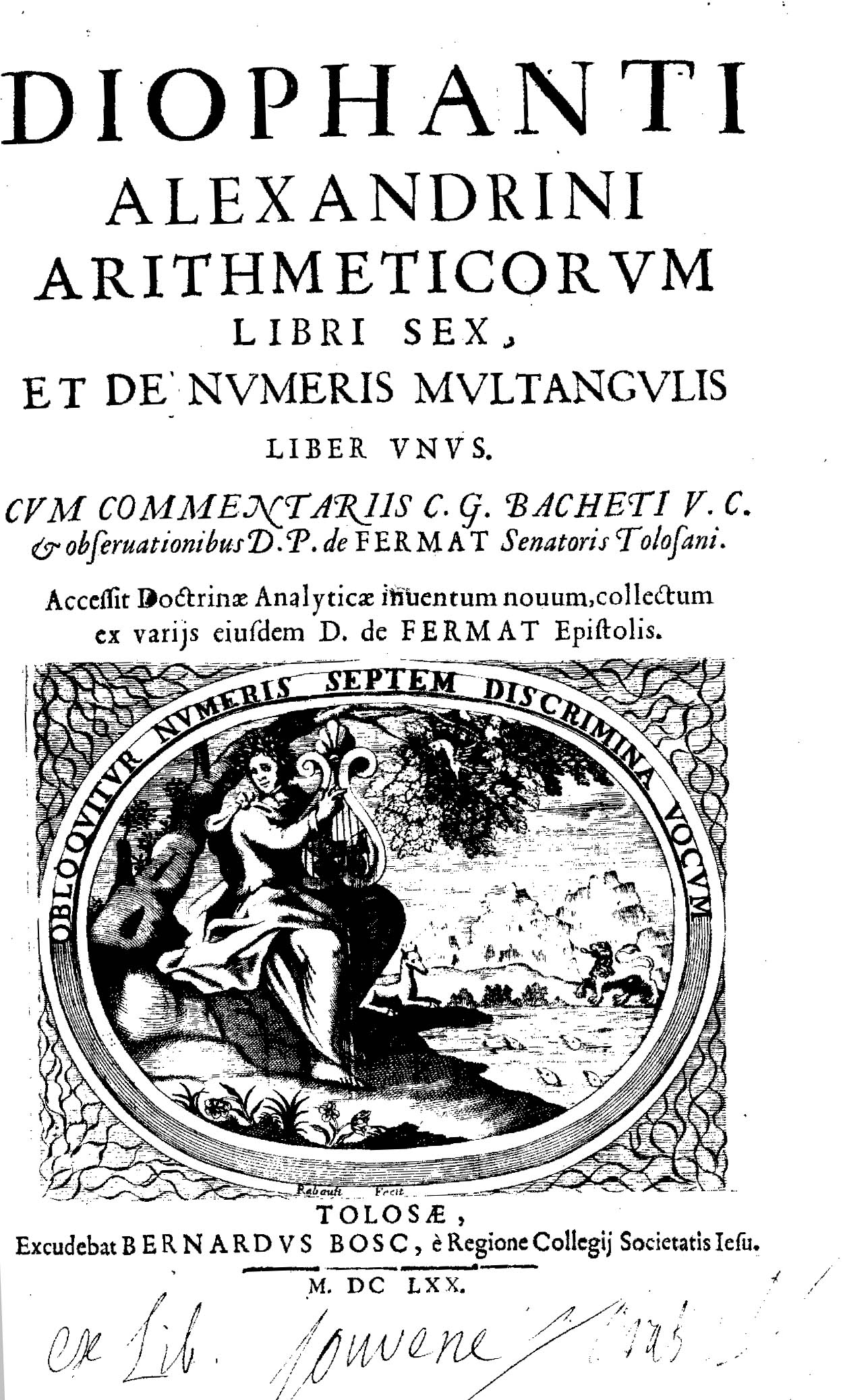
Aritmeticorum libri 6., 1670